# اسلب فورک (ویرجینیای غربی)
اسلب فورک (به انگلیسی: Slab Fork) یک منطقهٔ مسکونی در ایالات متحده آمریکا است که در شهرستان رالی، ویرجینیای غربی واقع شده و جمعیت آن ۲۰۲ تَن است.